# Daniconematidae
Daniconematidae är en familj av rundmaskar som beskrevs av Moravec och Køie 1987. Daniconematidae ingår i ordningen Camallanida, klassen Adenophorea, fylumet rundmaskar och riket djur.